# 브라이언 그린
브라이언 랜돌프 그린(영어: Brian Randolph Greene, 1963년 2월 9일~)은 미국의 물리학자이다
미국영재학교출신으로 하버드대학에서 물리학학사과정을 마치고 옥스퍼드 대학에서 로즈 장학생으로 박사학위를 받았다. 그는 1990년에 코넬 대학 물리학과에서 연구와 강의를 시작하여 1995년에 정교수가 되었으며, 1996년에 컬럼비아 대학의 수학 및 물리학과 교수로 자리를 옮겼다. 그린은 20여 개 국을 돌아다니면서 기초 및 첨단 물리학을 강의하였으며, 끈이론에서도 중요한 업적을 남긴 학자로서 세계적인 명성을 얻고있다.
저술한 대표적인 책은 엘러건트 유니버스가 있다.